# 铜闸镇
铜闸镇，是中华人民共和国安徽省马鞍山市含山县下辖的一个乡镇级行政单位。

## 行政区划
铜闸镇下辖以下地区：
铜溪社区、庆广村、鸭西村、西河村、塔岗村、太湖村、大马村和长岗村。